# Abram Rafailowitsch Goz

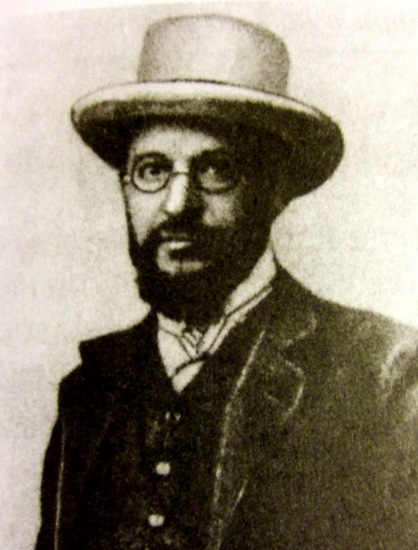
Abram Goz

Abram Rafailowitsch Goz (russisch Абрам Рафаилович Гоц; * 1882 in Moskau; † 4. August 1940 im Lager Kraslag des Gulag bei Nischni Ingasch in der Region Krasnojarsk) war ein russischer Politiker der Partei der Sozialrevolutionäre.

## Leben
Goz stammte aus einer jüdischen Familie, er war Sohn von Rafail Abramowitsch Goz und Freida Wulfowna Wyssotzkaja und Enkel des Teeproduzenten Kalonymos Wissotzky. Goz studierte in Berlin und Heidelberg. 
Als Mitglieder der Kampforganisation der Sozialrevolutionäre bereiteten sein Bruder Michail und er in Russland Attentate auf Repräsentanten des Zarismus vor. Während der vom Bruder vorbereitete Anschlag auf Innenminister Sipjagin im Jahr 1902 gelang, wurde Abram Goz im Jahr 1907 für die Vorbereitung des Attentats auf Oberst Nikolai Riemann zu acht Jahren Katorga ins Gouvernement Irkutsk verbannt.
Während der Februarrevolution 1917 bereitete Abram Goz in Irkutsk den Umsturz vor, ging im März desselben Jahres nach Petrograd und führte die Sozialrevolutionäre im Petrograder Sowjet an. Auf dem 3. Parteitag der Sozialrevolutionäre wurde Goz in hohe Parteiämter gewählt. Nach der Oktoberrevolution wurde er Vorsitzender des Komitees zur Rettung des Vaterlandes und der Revolution. Während des Bürgerkrieges organisierte er die Aufstellung bewaffneter Formationen der Sozialrevolutionäre und ihre Verlegung an die Wolgafront zur Unterstützung der bürgerlichen Komutsch-Regierung in Samara. Diese Verbände unterlagen den Bolschewiken. Goz setzte seine Arbeit für die Sozialrevolutionäre in Odessa fort und wurde 1920 von den Bolschewiken verhaftet. Wegen antisowjetischer Tätigkeit wurde der Sozialrevolutionär 1922 zu einer Freiheitsstrafe verurteilt und im Mai 1925 für drei Jahre nach Simbirsk verbannt. Doch bereits im Juli desselben Jahres wurde das Urteil auf zwei Jahre Gefängnishaft verschärft.
1937 wurde Abram Goz wiederum verhaftet und 1939 mit 25 Jahren Freiheitsentzug bestraft.
Mit seiner Gattin Sara Rabinowitsch hatte Goz zwei Kinder – Michail, geb. um 1916 und Olga, geb. um 1917.